# جيم فيليبس
جيم فيليبس (بالإنجليزية: Jim Phillips) هو لاعب كرة قدم أمريكية أمريكي، ولد في 5 فبراير 1936 في ألكسندر سيتي في الولايات المتحدة، وتوفي في 25 مارس 2015 في أوبورن في الولايات المتحدة.

## وصلات خارجية
- جيم فيليبس على موقع مرجع كرة القدم المحترفة.كوم (الإنجليزية)